# Адміністративний устрій Каланчацького району
Адміністративний устрій Каланчацького району — адміністративно-територіальний поділ Каланчацького району Херсонської області на 2 селищні громади та 3 сільські ради, які об'єднують 22 населених пункти та підпорядковані Каланчацькій районній раді. Адміністративний центр — смт Каланчак.

## Список громадКаланчацького району
| № | Назва                       | Центр        | Населені пункти | Площа км² | Місце за площею | Населення (2015), осіб | Місце за населенням |  |
| - | --------------------------- | ------------ | --- | --------- | --------------- | ---------------------- | ------------------- |  |
| 1 | Каланчацька селищна громада | смт Каланчак | с. Бабенківка Друга с. Бабенківка Перша с. Вербове с. Гаврилівка Друга смт Каланчак с. Максима Горького c. Новокиївка c. Новопавлівка c. Олександрівка c. Привілля c-ще Роздольне |           |                 |                        |                     |  |
| 2 | Мирненська селищна громада  | смт Мирне    | с. Каїрка с. Макарівка смт Мирне с. Пам'ятник с. Польове c. Преображенка с. Ставки                                                                                                |           |                 |                        |                     |  |

## Список радКаланчацького району
| № | Назва                             | Центр                | Населені пункти             | Площа км² | Місце за площею | Населення (2001), чол. | Місце за населенням | Розташування |
| - | --------------------------------- | -------------------- | --------------------------- | --------- | --------------- | ---------------------- | ------------------- | ------------ |
| 1 | Новоолександрівська сільська рада | c. Новоолександрівка | c. Новоолександрівка        |           |                 |                        |                     |              |
| 2 | Олексіївська сільська рада        | c. Олексіївка        | c. Олексіївка с. Приморське |           |                 |                        |                     |              |
| 3 | Хорлівська сільська рада          | c. Хорли             | c. Хорли                    |           |                 |                        |                     |              |

* Примітки: м. — місто, с-ще — селище, смт — селище міського типу, с. — село